# Folkert de Jong
Folkert de Jong (Egmond aan Zee, 1972) is Nederlands beeldhouwer en tekenaar; hij woont en is werkzaam in Amsterdam. Zijn werk bestaat uit levensgrote beelden, vervaardigd uit materialen die gewoonlijk gebruikt worden als isolatiemateriaal (styrofoam en polyurethaanschuim), later ook uit brons. Hij werkt figuratief en verwijst naar historische gebeurtenissen of naar kunst en kunstenaars uit vroegere periodes.

## Opleiding
De Jong is opgeleid aan de Amsterdamse Hogeschool voor de Kunsten (1994-1996) en de Rijksakademie van Beeldende Kunsten te Amsterdam (1998-2000). Verder verbleef hij aan het CEAC Chinese European Art Center Xiamen (China, 2003), het ISCP International Studio and Cultural Program New York (USA, 2004) en aan de Leipziger Baumwollspinnerei (2006).

## Werk
De sculpturen van Folkert de Jong zijn vaak kleurrijk, maar allerminst vrolijk. Hij heeft een voorkeur voor verontrustende, sinistere of zelfs gruwelijke thematiek; de gebeurtenissen uit de geschiedenis die hij uitbeeldt zijn vaak van dramatische aard, zoals Dutch Mechanisms (2016) op het Spui in Den Haag: twee geraamtes die verwijzen naar de moord op de gebroeders de Witt in 1672. Wanneer hij verwijst naar het werk van vroegere kunstenaars kiest hij ook voor trieste thematiek uit hun werk, zoals harlekijns van Pablo Picasso.

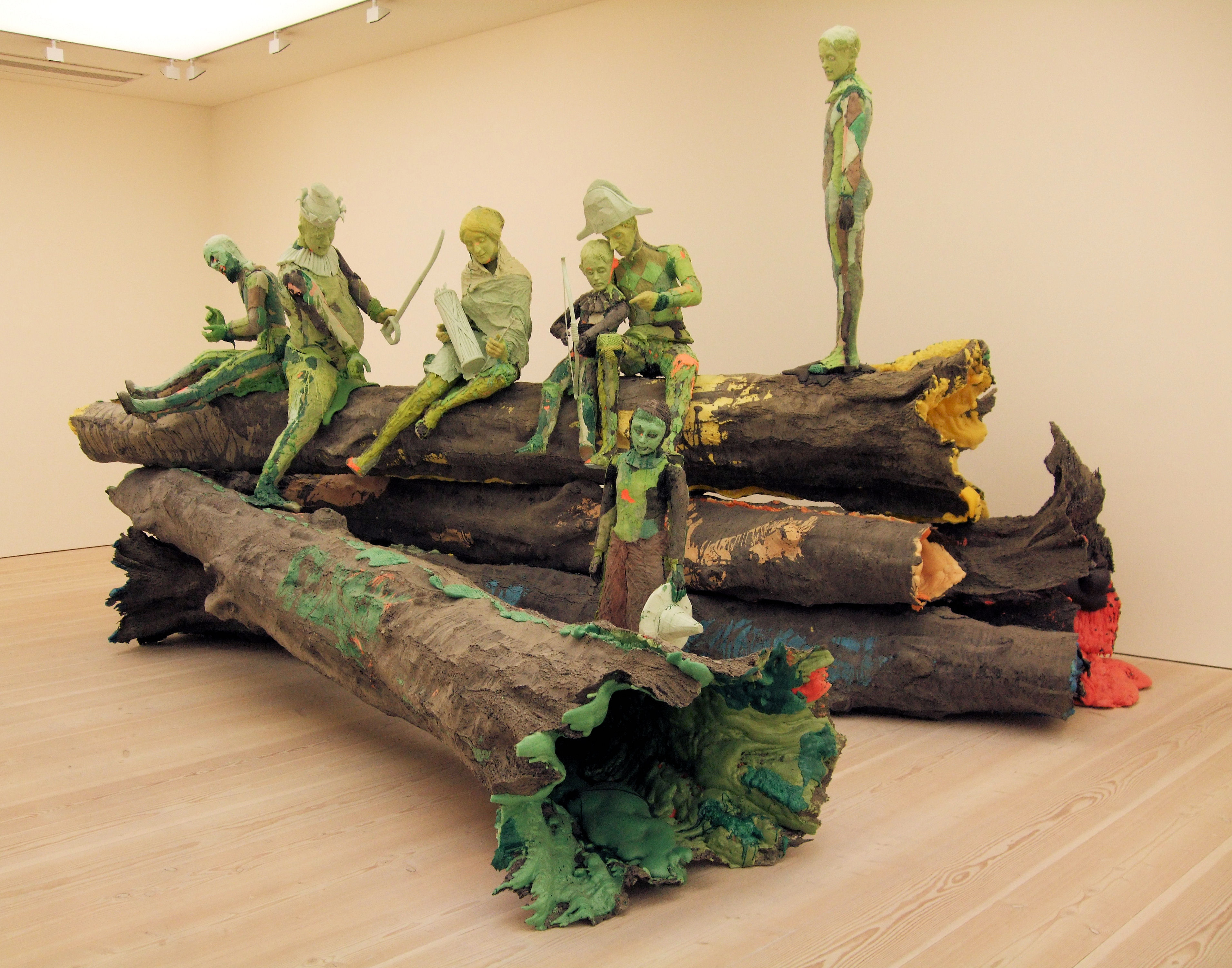
The Shooting Lesson (2007), Saatchi Gallery
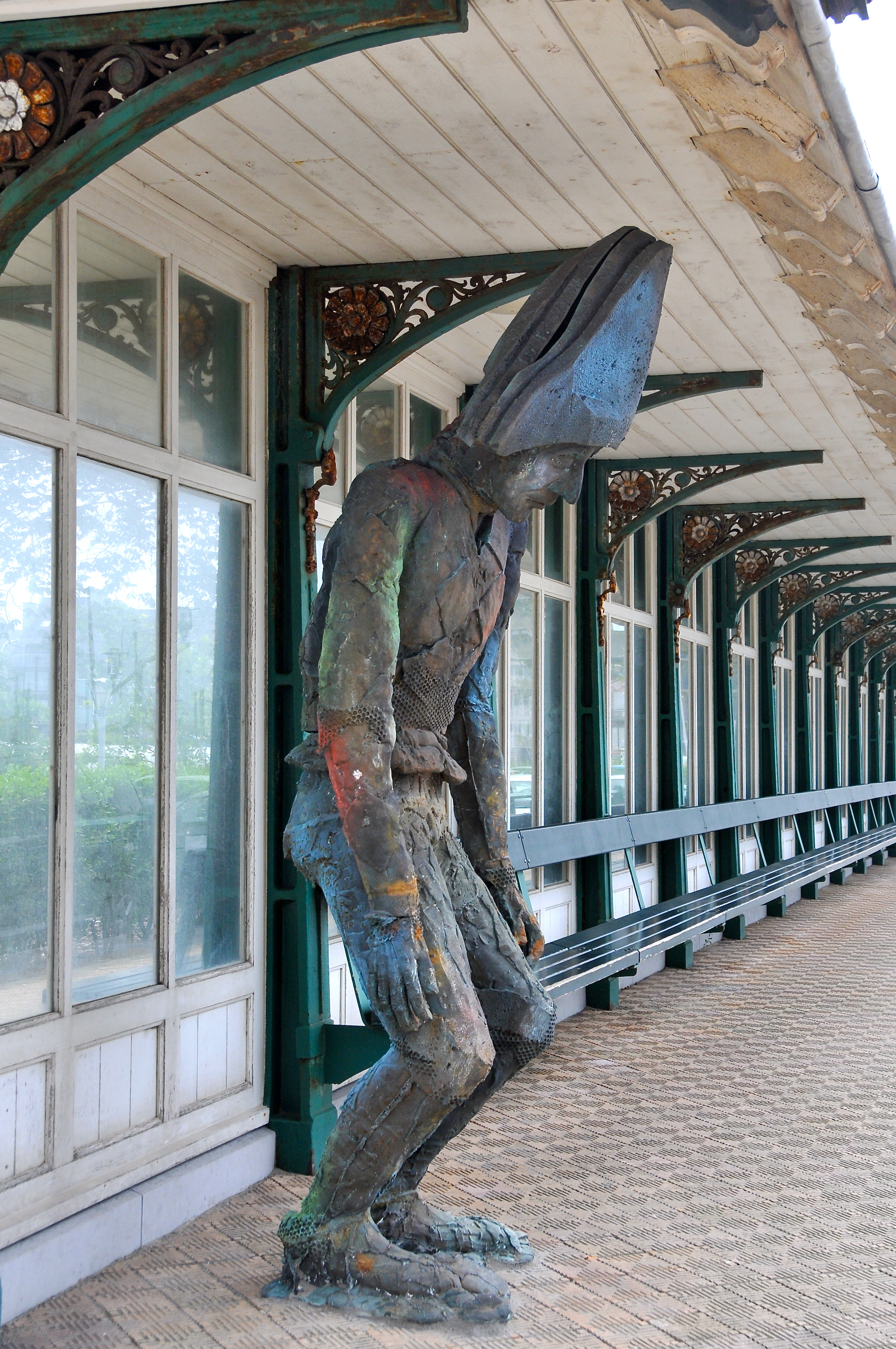
Monument voor een Saltimbanque (2012) onder de Paravang te Blankenberge
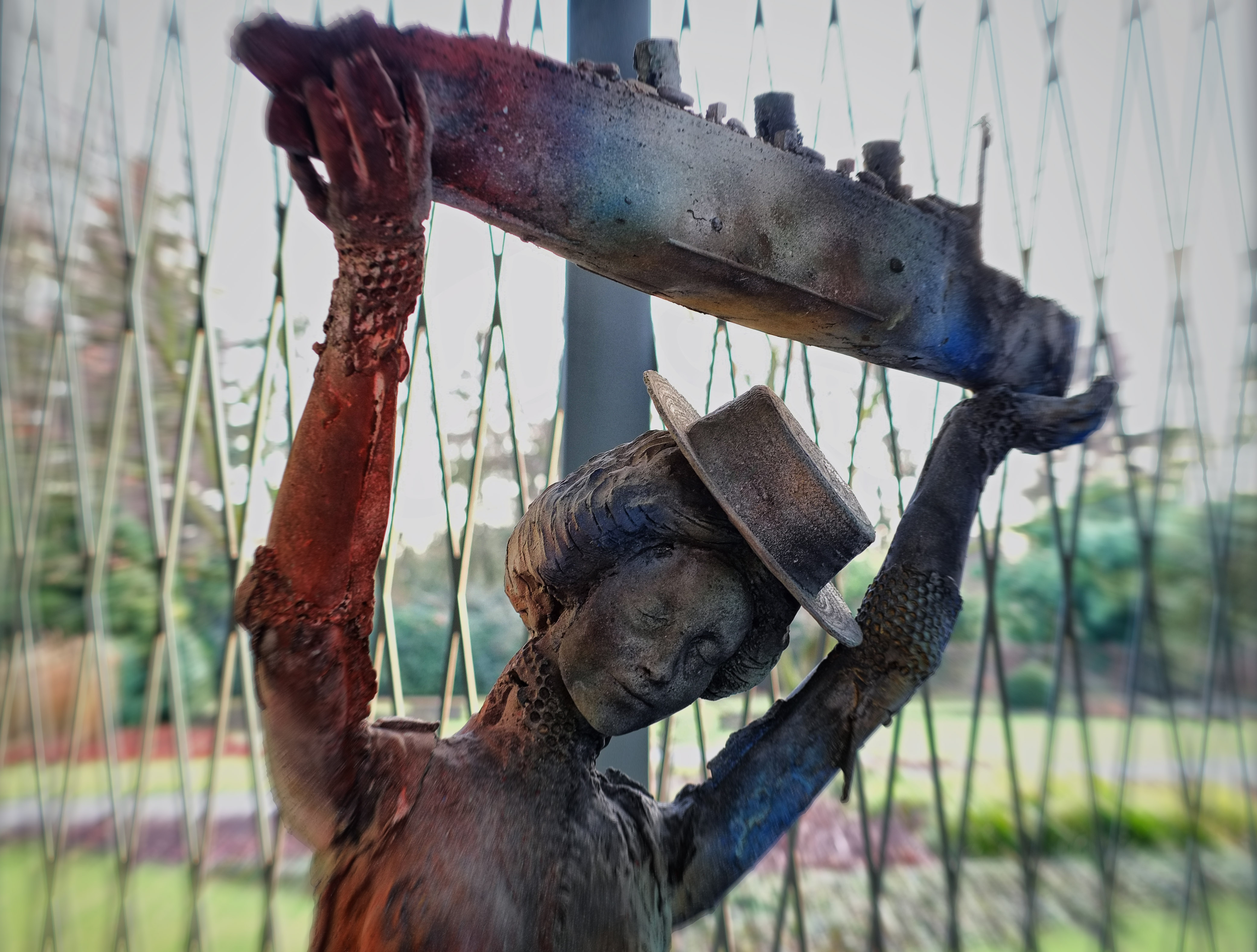
Queen Mary (2013), Middelheimmuseum
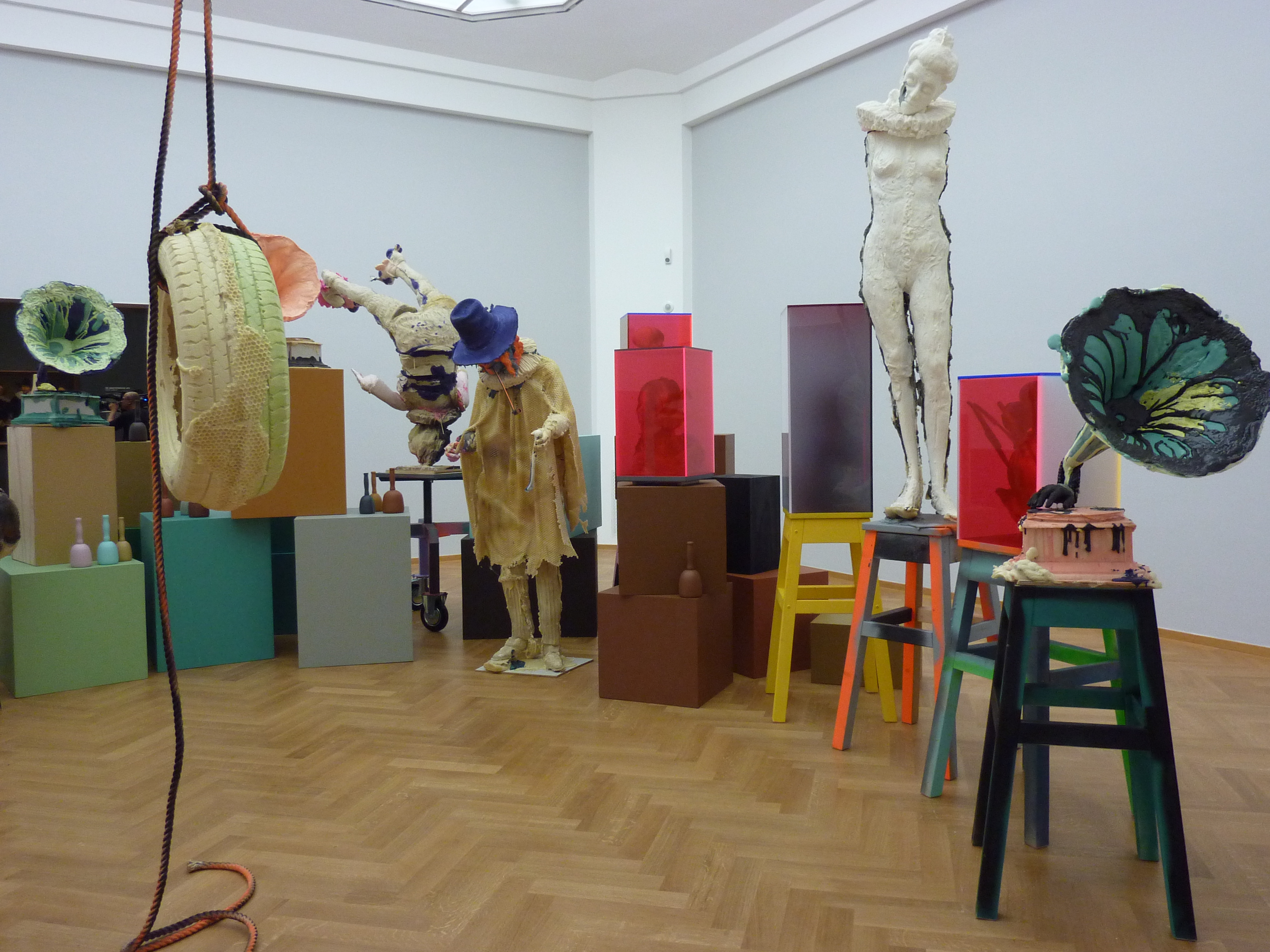
Installatie in Gemeentemuseum Den Haag (2013)

## Erkenning
Zijn werk werd bekroond met de Charlotte Köhlerprijs (2002), de Prix de Rome (2003) en de Den Haag Sculptuur ORANGE Award (2005).
Solo-exposities had hij onder andere in Tilburg (1999), Middelburg (2000) Amsterdam (2001, 2002, 2003 en (2004), Berlijn (2005), Londen (2005), Shanghai (2008), Seoul (2012), Valencia (2009 en 2014), Parijs (2014), Mexico (2010 en 2015) , New York 2005, (2011 en (2015), Amsterdam (2015), Milaan (2011 en 2016).
Werk van Folkert de Jong is onder andere te vinden in het Kunstmuseum Den Haag, het Groninger Museum, het LAM museum, het Middelheimmuseum, het Los Angeles County Museum of Art en de Saatchi Collection in Londen.